# Bogny-sur-Meuse
Bogny-sur-Meuse és un municipi francès situat al departament de les Ardenes i a la regió del Gran Est. L'any 2007 tenia 5.566 habitants.

## Demografia

### Població
El 2007 la població de fet de Bogny-sur-Meuse era de 5.566 persones. Hi havia 2.186 famílies de les quals 624 eren unipersonals (314 homes vivint sols i 310 dones vivint soles), 604 parelles sense fills, 761 parelles amb fills i 197 famílies monoparentals amb fills.
La població ha evolucionat segons el següent gràfic:
Habitants censats

### Habitatges
El 2007 hi havia 2.495 habitatges, 2.241 eren l'habitatge principal de la família, 25 eren segones residències i 229 estaven desocupats. 1.870 eren cases i 623 eren apartaments. Dels 2.241 habitatges principals, 1.349 estaven ocupats pels seus propietaris, 841 estaven llogats i ocupats pels llogaters i 50 estaven cedits a títol gratuït; 10 tenien una cambra, 111 en tenien dues, 452 en tenien tres, 762 en tenien quatre i 906 en tenien cinc o més. 1.138 habitatges disposaven pel capbaix d'una plaça de pàrquing. A 1.001 habitatges hi havia un automòbil i a 644 n'hi havia dos o més.

### Piràmide de població
La piràmide de població per edats i sexe el 2009 era:
| Homes | Edats   | Dones |
| ----- | ------- | ----- |
| 0     | 95 o +  | 0     |
| 8     | 90 a 94 | 28    |
| 28    | 85 a 89 | 56    |
| 8     | 80 a 84 | 68    |
| 60    | 75 a 79 | 148   |
| 92    | 70 a 74 | 120   |
| 108   | 65 a 69 | 152   |
| 116   | 60 a 64 | 176   |
| 152   | 55 a 59 | 116   |
| 196   | 50 a 54 | 188   |
| 208   | 45 a 49 | 220   |
| 240   | 40 a 44 | 168   |
| 216   | 35 a 39 | 228   |
| 216   | 30 a 34 | 188   |
| 200   | 25 a 29 | 184   |
| 192   | 20 a 24 | 168   |
| 172   | 15 a 19 | 248   |
| 188   | 10 a 14 | 228   |
| 208   | 5 a 9   | 184   |
| 184   | 0 a 4   | 136   |

## Economia
El 2007 la població en edat de treballar era de 3.531 persones, 2.344 eren actives i 1.187 eren inactives. De les 2.344 persones actives 1.906 estaven ocupades (1.132 homes i 774 dones) i 437 estaven aturades (205 homes i 232 dones). De les 1.187 persones inactives 312 estaven jubilades, 293 estaven estudiant i 582 estaven classificades com a «altres inactius».

### Ingressos
El 2009 a Bogny-sur-Meuse hi havia 2.244 unitats fiscals que integraven 5.554 persones, la mediana anual d'ingressos fiscals per persona era de 14.131 €.

### Activitats econòmiques
Dels 204 establiments que hi havia el 2007, 5 eren d'empreses extractives, 5 d'empreses alimentàries, 1 d'una empresa de fabricació de material elèctric, 2 d'empreses de fabricació d'elements pel transport, 32 d'empreses de fabricació d'altres productes industrials, 26 d'empreses de construcció, 38 d'empreses de comerç i reparació d'automòbils, 14 d'empreses de transport, 16 d'empreses d'hostatgeria i restauració, 2 d'empreses d'informació i comunicació, 14 d'empreses financeres, 8 d'empreses immobiliàries, 8 d'empreses de serveis, 21 d'entitats de l'administració pública i 12 d'empreses classificades com a «altres activitats de serveis».
Dels 46 establiments de servei als particulars que hi havia el 2009, 2 eren oficines de correu, 2 oficines bancàries, 2 funeràries, 2 tallers de reparació d'automòbils i de material agrícola, 2 autoescoles, 7 paletes, 2 guixaires pintors, 2 fusteries, 6 lampisteries, 2 electricistes, 5 perruqueries, 1 agència de treball temporal, 10 restaurants i 1 agència immobiliària.
Dels 23 establiments comercials que hi havia el 2009, 3 eren supermercats, 1 una gran superfície de material de bricolatge, 2 botiges de menys de 120 m², 4 fleques, 5 carnisseries, 1 una botiga de congelats, 2 llibreries, 2 botigues de roba, 1 una botiga de mobles, 1 una botiga de material de revestiment de parets i terra i 1 una joieria.

## Equipaments sanitaris i escolars
El 2009 hi havia 1 psiquiàtric, 3 farmàcies i 1 ambulància.
El 2009 hi havia 1 escola maternal i 3 escoles elementals. Bogny-sur-Meuse disposava d'un col·legi d'educació secundària amb 253 alumnes.

## Poblacions més properes
El següent diagrama mostra les poblacions més properes.